# Виграц, Филип
Фи́лип Ви́грац (нем. Philip Wiegratz; род. 17 февраля 1993, Кольбиц, Германия) — немецкий актёр и музыкант.
Его фильмография включает частично адаптированные популярные английские и немецкие детские книги. Виграц прославился после вышедшего в 2005 году фильма «Чарли и шоколадная фабрика». На кастинге он был замечен продюсером и был приглашён на роль Аугуста Глупа. В 2006 году он снялся в экранизации одноимённого романа Корнелии Функе «Дикие курочки». Картина имела коммерческий успех.
В учебном 2009—2010 году Виграц учился в колледже Сиэтла, США.

## Фильмография
- Сбежавший лось (2005)
- Чарли и шоколадная фабрика (2005)
- Berndivent (one episode, 2006)
- Дикие курочки (2006)
- Дикие курочки и любовь (2007)
- Ki.Ka Live (one episode, 2007)
- Дикие курочки и жизнь (2009)